# Kulawa (Ukraina)
Kulawa (ukr. Кулява) – wieś na Ukrainie, w rejonie lwowskim (wcześniej w rejonie żółkiewskim)obwodu lwowskiego. Wieś liczy około 630 mieszkańców.
W II Rzeczypospolitej do 1934 samodzielna gmina jednostkowa. Następnie należała do zbiorowej wiejskiej gminy Turynka w powiecie żółkiewski w woj. lwowskim. Po wojnie wieś weszła w struktury administracyjne Związku Radzieckiego.